# 피터 보그다노비치
피터 보그다노비치(영어: Peter Bogdanovich, 1939년 7월 30일~2022년 1월 6일)는 미국의 영화 감독, 영화 제작자, 각본가, 배우이다.

## 출연 작품
- 파이널컷 포 오슨: 40 이어스 인 더 메이킹 (2018)
- 위대한 버스터 키튼 (2018)
- 자연스럽게: 알리스 기-블라쉐의 전해지지 않은 이야기 (2018)
- 로스앤젤레스 오버나잇 (2018)
- 밤쉘 (2017)
- 듀란트 네버 클로즈 (2016)
- 비트윈 어스 (2016)
- 파리 게이츠 (2015)
- 어 퓨어 라이프 (2014)
- 쉬즈 퍼니 댓 웨이 (2014)
- 아 유 히어 (2013)
- 패서디나 (2013)
- 스마일링 스루 더 아포칼립스: 에스콰이어 인 더 식스티스 (2012)
- 더 비트윈 (2012)
- 로저 코만의 세계 (2011)
- 어밴던드 (2010)
- 험볼트 카운티 (2008)
- 도어맨 (2008)
- 톰 페티 앤 더 하트브레이커스 (2007)
- 듀큐스 (2007)
- 브로큰 잉글리쉬 (2007)
- 엣지 오브 아웃사이드 (2006)
- 오슨을 찾아서 (2006)
- 인퍼머스 (2006)
- 캣츠 (2001)
- 레이티드 X (2000)
- 인디펜던트 (2000)
- 커밍 순 (1999)
- 릭 더 스타 (1998)
- 뉴욕 캅 (1998)
- 벨라 마피아 (1997)
- 포화 속의 용기: 두 여자 (1997, Stories of Courage: Two Women)
- 미스터 제러시 (1997)
- 언제나 마음은 태양 2 (1996)
- 픽처 위도우즈 (1994)
- 리버 피닉스의 콜 잇 러브 (1993)
- 막을 올려라 (1992)
- 마지막 쇼 (1990)
- 마스크 (1985)
- 시티 걸 (1984)
- 아메리칸 마스터즈 (1983)
- 뉴욕의 연인들 (1980)
- 오프닝 나이트 (1977)
- 서푼짜리 극장 (1976)
- 앳 롱 라스트 러브 (1975)
- 거짓의 F (1975)
- 데이지 밀러 (1974)
- 페이퍼 문 (1973)
- 바람의 저편 (1972)
- 왓츠 업 덕 (1972)
- 감독 존 포드 (1971)
- 마지막 영화관 (1971)
- 타겟 (1968)
- 환각특급 (1967)
- 와일드 엔젤 (1966)